# توفان (ترانه ترتی سکندز تو مارس)
«توفان» (به انگلیسی: Hurricane) تک‌آهنگی از ترتی سکندز تو مارس است که در سال ۲۰۱۱ میلادی منتشر شد. این تک‌آهنگ در آلبوم این جنگ است قرار داشت.